# Campeonato Mundial de Para-Atletismo de 2017
O Campeonato Mundial de Para-Atletismo de 2017 é a 8ª edição do Campeonato Mundial de Para-Atletismo, conhecido como Campeonato Mundial de Atletismo da IPC até 2015. O campeonato está sendo disputado no Estádio Olímpico, em Londres, tendo início em 14 de julho e encerramento em 23 de julho.
Mais de 1000 atletas representando 92 países disputam em diversas categorias do para-atletismo.

## Eventos

### Categorias de deficiências
Todos os atletas foram classificados de acordo com suas deficiências e divididos em categorias. Cada categoria consiste de um código com três caracteres, sendo uma letra e dois números. A letra especifica o tipo de evento: T para eventos de corrida e salto, F para eventos de arremesso. O primeiro número especifica o tipo de deficiência e o segundo indica a gravidade da deficiência. Quanto menor for o segundo número, maior é o grau da deficiência. Seguem as categorias com eventos no Campeonato Mundial de Para-Atletismo de 2017:
- T11, T12, T13, F11, F12 e F13: atletas com deficiência visual. Atletas das categorias 11 e alguns das categorias 12 competem com um guia.
- T20 e F20: atletas com deficiência intelectual.
- T33, T34, T35, T36, T37, T38, F32, F33, F34, F35, F36, F37 e F38: atletas com deficiência motora (como paralisia cerebral). Atletas da categorias 32, 33 e 34 competem sentados ou em cadeiras de rodas e atletas das categorias 35, 36, 37 e 38 competem de pé.
- F40 e F41: atletas de baixa estatura.
- T42, T43, T44, T46, T47, F42, F44 e F46: atletas com amputações.
- T51, T52, T53, T54, F51, F52, F53, F54, F55, F56 e F57: atletas com potência muscular ou amplitude de movimentos debilitada (como paraplegia). Atletas dessas categorias competem sentados ou em cadeiras de rodas.

### Lista de eventos
Eventos masculinos
| Evento              | Categorias                                        |
| ------------------- | ------------------------------------------------- |
| 100 metros          | T11-13, T33-38, T42, T44, T47, T51-54             |
| 200 metros          | T11-13, T34-38, T42-44, T47, T53-54               |
| 400 metros          | T11-13, T20, T34, T36-38, T43-44, T47, T51-54     |
| 800 metros          | T13, T20, T34, T36, T38, T53-54                   |
| 1500 metros         | T11, T13, T20, T37-38, T46-47, T52, T54           |
| 5000 metros         | T11, T13, T20, T54                                |
| 4x100 metros        | T11-13, T42-47                                    |
| 4x400 metros        | T53-54                                            |
| Salto em altura     | T13, T42, T44, T47                                |
| Salto em distância  | T11-13, T20, T36-38, T42, T44, T47                |
| Salto triplo        | T20, T47                                          |
| Arremesso de peso   | F12, F20, F32-38, F40-42, F44, F46, F53, F55, F57 |
| Lançamento de disco | F11-12, F34, F37, F42, F44, F46, F52, F56-57      |
| Lançamento de dardo | F13, F34, F37-38, F41, F44, F46, F54-55, F57      |
| Lançamento de pino  | F32, F51                                          |

Eventos femininos
| Evento              | Categorias                                   |
| ------------------- | -------------------------------------------- |
| 100 metros          | T11-13, T34-38, T42, T44, T47, T53-54        |
| 200 metros          | T11-13, T35-38, T44, T47, T53-54             |
| 400 metros          | T11-13, T20, T34, T37-38, T44, T47, T52-54   |
| 800 metros          | T11, T20, T34, T53-54                        |
| 1500 metros         | T11, T13, T20, T54                           |
| 5000 metros         | T54                                          |
| 4x400 metros        | T53-54                                       |
| Salto em distância  | T11-12, T20, T37-38, T42, T44, T47           |
| Arremesso de peso   | F12, F20, F32-37, F40-41, F44, F53, F55, F57 |
| Lançamento de disco | F11-12, F38, F41, F44, F52, F55, F57         |
| Lançamento de dardo | F11, F13, F34, F46, F54, F56                 |
| Lançamento de pino  | F32, F51                                     |

## Quadro de medalhas
País-sede destacado.
| Ordem | País                   | Ouro | Prata | Bronze |     |
| 1     | China                  | 30   | 17    | 18     | 65  |
| 2     | Estados Unidos         | 20   | 19    | 20     | 59  |
| 3     | Grã-Bretanha           | 18   | 8     | 13     | 39  |
| 4     | Ucrânia                | 12   | 6     | 11     | 29  |
| 5     | Austrália              | 11   | 9     | 8      | 28  |
| 6     | Tunísia                | 10   | 6     | 8      | 24  |
| 7     | Argélia                | 9    | 4     | 6      | 19  |
| 8     | Alemanha               | 8    | 7     | 7      | 22  |
| 9     | Brasil                 | 8    | 7     | 6      | 21  |
| 10    | África do Sul          | 5    | 8     | 2      | 15  |
| 11    | Marrocos               | 5    | 1     | 1      | 7   |
| 12    | Polónia                | 4    | 10    | 14     | 28  |
| 13    | Itália                 | 4    | 4     | 2      | 10  |
| 14    | Irlanda                | 4    | 3     |        | 7   |
| 15    | Canadá                 | 4    | 2     | 3      | 9   |
| 16    | Cuba                   | 4    | 1     |        | 5   |
|       | Letónia                | 4    | 1     |        | 5   |
| 18    | Irã                    | 3    | 12    | 5      | 20  |
| 19    | Uzbequistão            | 3    | 4     |        | 7   |
| 20    | Suíça                  | 3    | 1     |        | 4   |
| 21    | Japão                  | 2    | 5     | 9      | 16  |
| 22    | Grécia                 | 2    | 3     | 3      | 8   |
| 23    | Finlândia              | 2    | 2     | 2      | 6   |
| 24    | Malásia                | 2    | 1     |        | 3   |
| 25    | Sérvia                 | 2    |       | 1      | 3   |
|       | Trindade e Tobago      | 2    |       | 1      | 3   |
| 27    | Bélgica                | 2    |       |        | 2   |
|       | Quénia                 | 2    |       |        | 2   |
| 29    | Portugal               | 1    | 5     | 4      | 10  |
| 30    | Países Baixos          | 1    | 5     | 1      | 7   |
| 31    | Colômbia               | 1    | 4     | 5      | 10  |
| 32    | México                 | 1    | 4     | 4      | 9   |
| 33    | Espanha                | 1    | 3     | 7      | 11  |
| 34    | Croácia                | 1    | 2     | 2      | 5   |
|       | Índia                  | 1    | 2     | 2      | 5   |
| 36    | Bulgária               | 1    | 1     | 2      | 4   |
| 37    | Áustria                | 1    | 1     | 1      | 3   |
| 38    | Dinamarca              | 1    | 1     |        | 2   |
|       | Iraque                 | 1    | 1     |        | 2   |
|       | Catar                  | 1    | 1     |        | 2   |
| 41    | Hungria                | 1    |       | 1      | 2   |
|       | Lituânia               | 1    |       | 1      | 2   |
| 43    | Bahrein                | 1    |       |        | 1   |
|       | Kuwait                 | 1    |       |        | 1   |
|       | Uganda                 | 1    |       |        | 1   |
| 46    | França                 |      | 4     | 4      | 8   |
| 47    | Tailândia              |      | 3     | 4      | 7   |
| 48    | Argentina              |      | 3     | 2      | 5   |
| 49    | Equador                |      | 3     | 1      | 4   |
|       | Emirados Árabes Unidos |      | 3     | 1      | 4   |
| 51    | Namíbia                |      | 3     |        | 3   |
| 52    | Nova Zelândia          |      | 2     | 3      | 5   |
| 53    | Egito                  |      | 1     | 3      | 4   |
| 54    | Angola                 |      | 1     | 1      | 2   |
|       | Suécia                 |      | 1     | 1      | 2   |
| 56    | Chile                  |      | 1     |        | 1   |
|       | Islândia               |      | 1     |        | 1   |
|       | Jamaica                |      | 1     |        | 1   |
|       | Luxemburgo             |      | 1     |        | 1   |
|       | Omã                    |      | 1     |        | 1   |
|       | Sri Lanka              |      | 1     |        | 1   |
|       | Eslováquia             |      | 1     |        | 1   |
| 63    | Turquia                |      | 1     |        | 1   |
| 64    | Bielorrússia           |      |       | 2      | 2   |
|       | Coreia do Sul          |      |       | 2      | 2   |
| 66    | Chipre                 |      |       | 1      | 1   |
| TOTAL | TOTAL                  | 202  | 202   | 198    | 602 |